# Ryan Sproul
Ryan Sproul (chinesisch 瑞安·斯普劳尔, Pinyin Sīpǔláoěr Ruìān; * 13. Januar 1993 in Mississauga, Ontario) ist ein kanadischer Eishockeyspieler mit chinesischer Staatsbürgerschaft, der seit Juli 2025 beim HK Nitra aus der slowakischen Extraliga unter Vertrag steht und dort auf der Position des Verteidigers spielt. Zuvor absolvierte Sproul unter anderem 44 Spiele für die Detroit Red Wings und New York Rangers in der National Hockey League (NHL) sowie über 230 weitere Partien für Kunlun Red Star in der Kontinentalen Hockey-Liga (KHL). 

## Karriere
Sproul war zunächst in der Ontario Junior Hockey League aktiv, ehe er sich im Sommer 2010 entschied seine Juniorenkarriere weiter in Kanada fortzusetzen. Er entschied sich damit gegen ein Engagement beim Tri-City Storm aus der United States Hockey League, der ihn beim USHL Entry Draft 2010 in der vierten Runde an insgesamt 49. Stelle gedraftet hatte, und schloss sich den Sault Ste. Marie Greyhounds aus der Ontario Hockey League an, die ihn bei der OHL Priority Selection 2009 in der sechsten Runde als insgesamt 108. Spieler gezogen hatten, für die er bis zum Frühjahr 2013 aufs Eis ging. Binnen der drei Jahre hinterließ der offensivstarke Verteidiger einen bleibenden Eindruck. Neben zahlreichen Berufungen in zahlreiche Auswahlteams war Sproul in zwei der drei Jahre torgefährlichster Abwehrspieler der Liga und in seinem letzten Spieljahr auch punktbester Defensivakteur. Dies bescherte ihm die Max Kaminsky Trophy als bestem Verteidiger der OHL und qualifizierte ihn automatisch für die Wahl um den Defenceman of the Year Award der Canadian Hockey League, bei der er sich gegen Kevin Gagné und Brenden Kichton durchsetzte.
Nachdem der Abwehrspieler bereits im NHL Entry Draft 2011 in der zweiten Runde an 55. Stelle von den Detroit Red Wings aus der National Hockey League ausgewählt und im März 2012 unter Vertrag genommen worden war, wechselte er im April 2013 in den Profibereich. Er debütierte noch in der Saison 2012/13 in der American Hockey League für Detroits Farmteam Grand Rapids Griffins. Mit Ausnahme eines NHL-Einsatzes im April 2014 kam er bis zum Ende der Saison 2015/16 ausschließlich in der AHL für die Griffins zum Einsatz. Nach dem Ende seiner Rookiesaison war er ins AHL All-Rookie Team gewählt worden. Mit Beginn der Spielzeit 2016/17 erhielt Sproul einen festen Platz im Kader der Red Wings, nachdem sein auslaufender Vertrag zuvor um zwei Jahre verlängert worden war. Im Oktober 2017 gaben die Red Wings den Verteidiger an die New York Rangers ab und erhielten im Gegenzug Matt Puempel. Bei den Rangers beendete Sproul die Saison 2017/18 und erhielt dort anschließend keinen weiterführenden Vertrag. Auf der Suche nach einem neuen Arbeitgeber wurde der Kanadier zum Beginn des Spieljahres 2018/19 auf Basis eines Probevertrags bei den Toronto Marlies in der AHL fündig. Er absolvierte aber lediglich eine Partie, ehe er elf Spiele für den Ligakonkurrenten Rocket de Laval absolvierte. Anfang Dezember 2018 erhielt er schließlich von den Hershey Bears einen Vertrag bis zum Saisonende.
Im Oktober 2019 wurde er vom chinesischen Klub Kunlun Red Star aus der Kontinentalen Hockey-Liga (KHL) verpflichtet, wo er schlussendlich fünf Spielzeiten lang aktiv war und über 230 Partien absolvierte. Nach der Saison 2023/24 hatte der Kanadier, der zwischenzeitlich auch die chinesische Staatsbürgerschaft angenommen hatte, keinen neuen Vertrag bei KRS erhalten und war anschließend bis Anfang Januar 2025 vereinslos, ehe er vom VER Selb aus der DEL2 unter Vertrag genommen wurde. Am Ende der Spielzeit 2024/25 stieg er mit den Wölfen in die Oberliga ab und wechselte daraufhin zum HK Nitra aus der slowakischen Extraliga.

### International
Im Februar 2022 lief er unter dem Namen Sipulaoer Ruian für die chinesische Nationalmannschaft bei den Olympischen Winterspielen in Peking auf. Ebenso spielte er bei der Weltmeisterschaft der Division IIA 2022, bei der die chinesische Mannschaft souverän den Aufstieg in die Division IB schaffte, und der Weltmeisterschaft der Division IB 2023.

## Erfolge und Auszeichnungen
| - 2011 OHL Second All-Rookie Team - 2012 OHL Third All-Star Team - 2013 Max Kaminsky Trophy | - 2013 OHL First All-Star Team - 2013 CHL Defenceman of the Year - 2014 AHL All-Rookie Team |

### International
- 2022 Aufstieg in die Division IB bei der Weltmeisterschaft der Division IIA

## Karrierestatistik
Stand: Ende der Saison 2024/25

### International
Vertrat die Volksrepublik China bei:
- Olympischen Winterspielen 2022
- Weltmeisterschaft der Division IIA 2022
- Weltmeisterschaft der Division IB 2023

(Legende zur Spielerstatistik: Sp oder GP = absolvierte Spiele; T oder G = erzielte Tore; V oder A = erzielte Assists; Pkt oder Pts = erzielte Scorerpunkte; SM oder PIM = erhaltene Strafminuten; +/− = Plus/Minus-Bilanz; PP = erzielte Überzahltore; SH = erzielte Unterzahltore; GW = erzielte Siegtore; 1 Play-downs/Relegation; Kursiv: Statistik nicht vollständig)